# Кендзежин (Мазовецьке воєводство)
Кендзежин (пол. Kędzierzyn) — село в Польщі, у гміні Бельськ Плоцького повіту Мазовецького воєводства.
Населення — 73 особи (2011).
У 1975-1998 роках село належало до Плоцького воєводства.

## Демографія
Демографічна структура станом на 31 березня 2011 року:
|          | Загалом | Допрацездатний вік | Працездатний вік | Постпрацездатний вік |
| -------- | ------- | ------------------ | ---------------- | -------------------- |
| Чоловіки | 35      | 7                  | 21               | 7                    |
| Жінки    | 38      | 7                  | 21               | 10                   |
| Разом    | 73      | 14                 | 42               | 17                   |